# Kawasaki GPZ 500
Kawasaki GPZ 500 je sportovní cestovní motocykl, vyvinutý firmou Kawasaki. Byl vyráběn od roku 1987 do roku 2009. Kapalinou chlazený řadový dvouválec původem z chopperu LTD byl použit i u cestovního endura Kawasaki KLE 500, naháče Kawasaki ER-5 a chopperu Kawasaki EN 500.

## Technické parametry
- Rám: dvojitý kolébkový ocelový
- Suchá hmotnost vozidla: 176 kg
- Pohotovostní hmotnost vozidla: 199 kg
- Maximální rychlost: 195 km/h
- Spotřeba paliva: l/100 km